# Thomas Philip Wallrad d'Alsace-Boussut de Chimay
Thomas Philip Wallrad d'Alsace-Boussut de Chimay, belgijski rimskokatoliški duhovnik, škof in kardinal, * 12. november 1679, Bruselj, † 5. januar 1759.

## Življenjepis
15. oktobra 1702 je prejel duhovniško posvečenje.
16. decembra 1715 je bil imenovan za nadškofa Mechelena; 19. januarja 1716 je prejel škofovsko posvečenje.
29. novembra 1719 je bil povzdignjen v kardinala.
16. junija 1721 je bil imenovan za kardinal-duhovnika za S. Cesareo in Palatio, 2. decembra 1733 za S. Balbina in 17. julija 1752 za S. Lorenzo in Lucina.